# 다안구 (타이베이시)

다안 구의 위치

다안구(한국어: 대안구, 중국어: 大安區, 병음: Dà'ān Qū)는 중화민국 타이베이시의 시할구이다. 넓이는 11.3614km2이고, 인구는 2015년 8월 기준으로 313,191명이다.

## 지리
동쪽으로 신이 구, 남쪽으로 원산 구, 서쪽으로 중정 구, 북서쪽으로 중산 구, 북동쪽으로 쑹산 구와 접한다.

## 하위 행정구역
- 청안 리(誠安里)
- 창룽 리(昌隆里)
- 이춘 리(義村里)
- 허안 리(和安里)
- 민후이 리(民輝里)
- 민자오 리(民炤里)
- 런츠 리(仁慈里)
- 더안 리(德安里)
- 주안 리(住安里)
- 룽윈 리(龍雲里)
- 룽투 리(龍圖里)
- 룽전 리(龍陣里)
- 신룽 리(新龍里)
- 룽성 리(龍生里)
- 룽안 리(龍安里)
- 룽포 리(龍坡里)
- 융캉 리(永康里)
- 푸주 리(福住里)
- 광밍 리(光明里)
- 진타이 리(錦泰里)
- 진화 리(錦華里)
- 진안 리(錦安里)
- 구좡 리(古莊里)
- 룽취안 리(龍泉里)
- 룽먼 리(龍門里)
- 룽위안 리(龍淵里)
- 구펑 리(古風里)
- 다쉐 리(大學里)
- 쉐푸 리(學府里)
- 췬잉 리(群英里)
- 췬센 리(群賢里)
- 워룽 리(臥龍里)
- 후샤오 리(虎嘯里)
- 팡허 리(芳和里)
- 리위안 리(黎元里)
- 리샤오 리(黎孝里)
- 리허 리(黎和里)
- 화성 리(華聲里)
- 정성 리(正聲里)
- 처청 리(車層里)
- 젠안 리(建安里)
- 젠룬 리(建倫里)
- 광우 리(光武里)
- 런아이 리(仁愛里)
- 파즈 리(法治里)
- 린장 리(臨江里)
- 퉁화 리(通化里)
- 퉁안 리(通安里)
- 취안안 리(全安里)
- 이안 리(義安里)
- 둔황 리(敦煌里)
- 둔안 리(敦安里)
- 광신 리(光信里)

## 역사
청대의 강희 말에 복건 천주부의 안계 사람들이 다안 지구로 이주한 것이 시작이다. 광서 연간에 타이베이 부가 설치되어 다안 장 및 네이부 장, 류장리 장이 현재의 다안 지구에 놓여졌다. 2차 대전 후에 타이베이에 구가 설치될 때 지구의 대부분을 차지하는 다이안 장으로부터 다이안 구라고 명명되었다.

## 교육
- 국립 타이완 대학
- 국립 타이완 사범대학
- 국립 타이베이 교육대학
- 국립 타이완 과기대학
- 국립 타이베이 과기대학

## 교통

### 철도
- 타이베이 첩운
  - 원후선
  - 단수이신이선
  - 쑹산신뎬선
  - 중허신루선
  - 반난선